# Анциструс зірчастий
Анциструс зірчастий (Ancistrus hoplogenys) — вид риб з роду Ancistrus родини Лорікарієві ряду сомоподібні.

## Опис
Загальна довжина сягає 15,8 см. Голова помірно велика. У самців у 7—10-місячному віці з'являються на кінчику морди одонтоди (шкіряні зубчики). Очі маленькі, опуклі, розташовані зверху голови. Рот являє собою присоску. З боків рота є 2 пари вусів. Тулуб стрункий, сплощений зверху, з кістковими пластинками, на череві менше. Спинний, грудні та хвостовий плавці широкі. Спинний плавець доволі довгий. Жировий плавець відсутній. Черевні плавці широкі, з короткою основою. Анальний плавець маленький.
Основний фон темно-коричневий або чорний з розкиданими по тілу білими цятками, що з віком стають коричнювато-білими. Спинний та хвостовий плавці мають білу (рідше яскраво-червону) облямівку. Згодом біла облямівка на плавця щезає, з'являються дрібні крапочки у вигляді зірок біло-блакитного кольору з чорним «німбом» по тулубу й плавцях. Самиця тьмяніше за самців. При світлому ґрунті та переляку міняє забарвлення на коричневе з темно-коричневими плямами.

## Спосіб життя
Є демерсальною рибою. Воліє до прісної води. Зустрічається у прозорих річках з швидкою течією та кам'янисто-гравійним дном. Самці територіальні. Вдень ховається серед рослин та корчів. Активні у присмерку, більш вночі. Живиться водоростями (50-60 %), також дрібними безхребетними.
Статева зрілість настає за 1—1,5 року. Самиця відкладає ікру в дуплах корчів та печерах. Самець піклується й захищає кладку. Зростає дуже повільно.

## Розповсюдження
Мешкає в басейнах річок Амазонка, Ессекібо, Парагвай, ймовірно також у Суринамі.